# 태풍 람마순 (2002년)
태풍 람마순(2004년 표기법 이전 : 태풍 라마순)이란, 6월 29일에 발생하여 7월 6일까지 활동했던 태풍이다. 5월 31일부터 진행되었던 FIFA 한일 월드컵 폐막 1일 전(6월 30일 이전)에 발생해 우리나라를 6월 30일부터 7월 1일까지 피해를 주었던 태풍이다. 피해는 많이 주었으며, 폐막식 또한 일본에서 개최된 원인이기도 하다. 라마순은 태국에서 제출한 이름으로, 천둥의 신을 의미한다(이후 제명되어 부알로이로 대체).